# إقليم الجزيرة (الإدارة الذاتية لشمال وشرق سوريا)

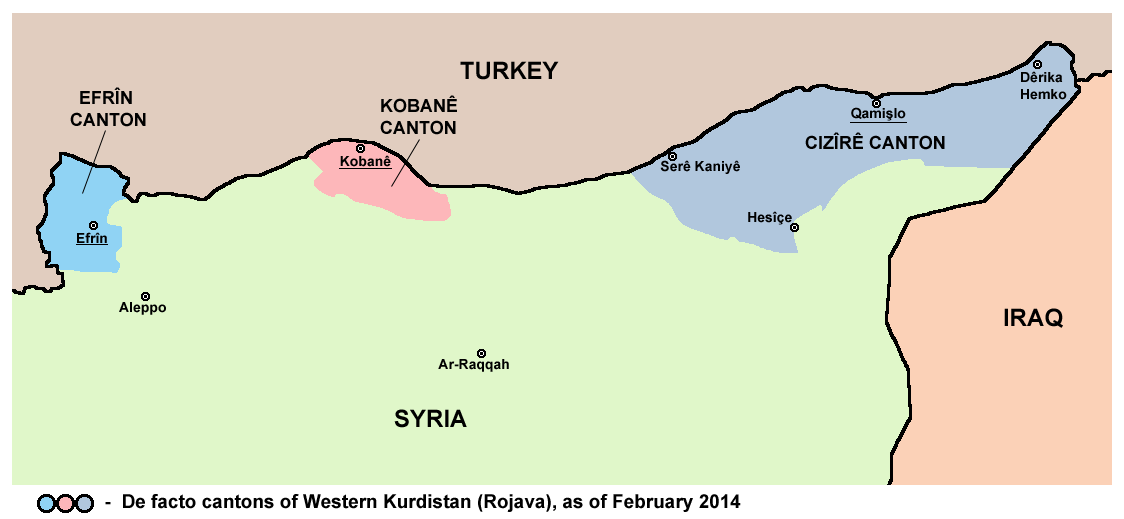
خريطة كانتونات الإدارة الذاتية لشمال وشرق سوريا في شباط 2014 م

منطقة إقليم الجزيرة (كانتون الجزيرة سابقًا) (الكردية: Herêma Cizîrê (نقحرة: هيريما جيزيري)؛ السريانية: ܦܢܝܬܐ ܕܓܙܪܬܐ؛ (نقحرة: بونيثو دِ غوزارتو)) هي أكبر المناطق الثلاث الأصلية للإدارة الذاتية الفعلية في شمال وشرق سوريا. وكجزء من الصراع الدائر في الإدارة الذاتية لشمال وشرق سوريا، أُعلن رسميًا عن استقلالها الديمقراطي في 21 يناير/كانون الثاني 2014. تقع المنطقة في محافظة الحسكة (المعروفة سابقًا باسم مقاطعة الجزيرة) في سوريا.
وفقًا لدستور الإدارة الذاتية لشمال وشرق سوريا فإن مدينة القامشلي هي المركز الإداري لإقليم الجزيرة. ومع ذلك، وبما أن أجزاء من القامشلي كانت في السابق تحت سيطرة قوات الحكومة السورية، فإن اجتماعات إدارة المنطقة المتمتعة بالحكم الذاتي تُعقد في مدينة عامودا القريبة.
تتكون المنطقة من كانتونين تابعين لها، كانتون الحسكة الذي يضم منطقة الحسكة (ويتبعها نواحي الشدادي والعريشة والهول)، ومنطقة الدرباسية، ومنطقة تل تمر، بالإضافة إلى كانتون القامشلي الذي يضم منطقة القامشلي (ويتبعها نواحي عامودا وتربي سبي وتل حميس وتل براك)، ومنطقة تل تمر والمالكية (ويتبعها نواحي كركي لكي (المعبدة) وتل كوجر والجوادية).

## التركيبة السكانية
تتكون المجموعات العرقية في منطقة الجزيرة من الأكراد والعرب والآشوريين والأرمن واليزيديين. في حين أن اللغات الكردية والعربية والسريانية هي لغات رسمية، إلا أن جميع المجتمعات لها الحق في التدريس والتعلم بلغتها الأم. الديانات التي تُمارس في المنطقة هي الإسلام والمسيحية واليزيدية. أغلبية العرب والأكراد في المنطقة هم من المسلمين السنة. يتراوح عدد المسيحيين في محافظة الحسكة بين 20 إلى 30% من سكان المحافظة، وهم من مختلف الكنائس والطوائف.
المدن والبلدات التي يزيد عدد سكانها عن 10000 نسمة بحسب التعداد السوري 2004 هي الحسكة (188160)، القامشلي (184231)، عامودا (26821)، المالكية (26311)، القحطانية (16946)، الشدادة (15806)، المعبدة. (15,759)، والسبعة والأربعين (14,177)، والمناجر (12,156).
تعد منطقة الجزيرة موطنًا لأحد أكبر التجمعات المسيحية في سوريا. وقد أسست المجتمعات المسيحية العديد من المدن، وكانت تعيش في حالة آمنة قبل الحرب الأهلية السورية. في عام 1927 تم تسجيل عدد سكان المنطقة على النحو التالي في الجدول.
| المدن             | إجمالي السكان | السكان المسيحيون |
| ----------------- | ------------- | ---------------- |
| رأس العين         | 3000          | 2000             |
| الدرباسية         | 1500          | 1000             |
| عامودا            | 2,800         | 2000             |
| القامشلي          | 12,000        | 8000             |
| المالكية (الديرك) | 1900          | 900              |
| القحطانية         | 3000          | 2000             |
| عين دوار          | 1000          | 600              |
| الحسكة            | 9000          | 8,500            |
| أخبر براك         | 500           | 500              |
| المجموع           | 34,700        | 25,500           |

## التاريخ
في أواخر القرن العاشر، كانت قبيلة الحميدية الكردية تمتلك مراعيها الشتوية في منطقة الجزيرة واشتبكت مع قوات الحاكم البويهي عضد الدولة. في عهد الإمبراطورية العثمانية (1299-1922)، استقرت مجموعات قبلية كبيرة ناطقة باللغة الكردية في مناطق شمال سوريا من الأناضول وتم ترحيلها إليها. كانت أكبر هذه المجموعات القبلية هي اتحاد رشوان، الذي كان مقره في البداية في ولاية أديامان، ولكن في نهاية المطاف استقر أيضًا في جميع أنحاء الأناضول. كان اتحاد الملي، الذي تم ذكره منذ عام 1518 فصاعدًا، المجموعة الأقوى والتي سيطرت على كامل السهوب الشامية الشمالية في النصف الثاني من القرن الثامن عشر. سجل الكاتب الدنماركي سي نيبور الذي سافر إلى الجزيرة الفراتية في عام 1764 خمس قبائل كردية بدوية (دوكوري، كيكي، شيشاني، مولي وأشيتي) وست قبائل عربية (طي، كعب، بقارة، جحيش، ديابات وشربة). وبحسب نيبور، فقد استقرت القبائل الكردية بالقرب من ماردين في تركيا، ودفعت لحاكم تلك المدينة مقابل الحق في رعي قطعانها في الجزيرة الفراتية. واستقرت القبائل الكردية تدريجيًّا في القرى والمدن ولا تزال موجودة في الجزيرة (محافظة الحسكة السورية الحديثة). كانت ولاية ديار بكر العثمانية، والتي شملت أجزاء من شمال سوريا الحالية، تسمى إيالة كردستان خلال فترة إصلاحات التنظيمات (1839-1867). وحتى القرن التاسع عشر، لم تكن كردستان تشمل أراضي الجزيرة السورية في بعض الكتب. لم تتضمن معاهدة سيفر كردستان المزعومة أي جزء من سوريا الحالية. وفقًا لماكدويل، كان عدد الأكراد يفوق عدد العرب قليلًا في الجزيرة عام 1918.

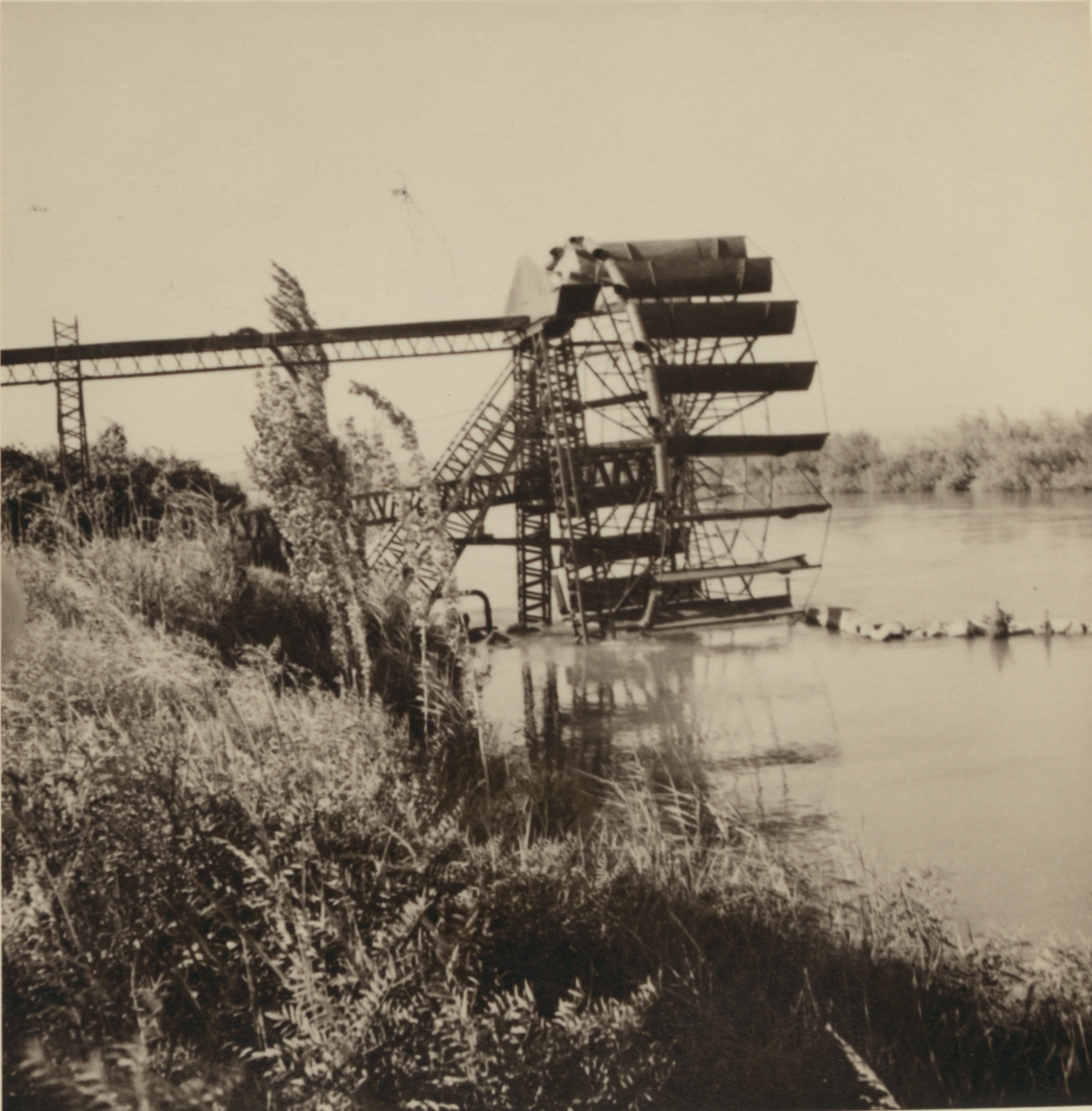
طاحونة مائية على نهر الخابور، 1939 م

شهدت التركيبة السكانية لشمال سوريا تحولًا هائلًا في أوائل القرن العشرين عندما نفذت الإمبراطورية العثمانية (الأتراك) التطهير العرقي لسكانها المسيحيين الأرمن والآشوريين، وذلك مع بروز مفهوم القومية التركية القادم من الدول القومية الأوروبية بعد الثورة الفرنسية. وانضمت بعض القبائل الكردية إلى الفظائع التي ارتكبت ضدهم. فر العديد من الآشوريين إلى سوريا أثناء الإبادة الجماعية واستقروا بشكل رئيس في منطقة الجزيرة حيث رحّب بهم العرب.
وحتى القرن التاسع عشر، لم تكن كردستان تشمل أراضي الجزيرة السورية في بعض الكتب.  وفقًا لما ذكره ماكدويل، كان عدد الأكراد يفوق عدد العرب قليلًا في الجزيرة عام 1918.
ابتداءً من عام 1926، شهدت المنطقة هجرة الأكراد في أعقاب فشل ثورة الشيخ سعيد ضد السلطات التركية. ويقدر أن 25 ألف كردي فروا في ذلك الوقت إلى سوريا. في حين أن العديد من الأكراد في سوريا كانوا هناك منذ قرون، إلا أن موجات من الأكراد فرت من ديارهم في تركيا واستقرت في سوريا، حيث حصلوا على الجنسية من سلطات الانتداب الفرنسي.
وفي أواخر ثلاثينيات القرن العشرين، نشأت حركة انفصالية صغيرة لكنها قوية في القامشلي. وبفضل بعض الدعم من مسؤولي الانتداب الفرنسي، مارست الحركة ضغوطًا نشطة من أجل الحكم الذاتي المباشر تحت الحكم الفرنسي والانفصال عن سوريا على أساس أن غالبية السكان ليسوا عربًا. ورأى القوميون السوريون أن الحركة تشكل تهديدًا عميقًا لحكمهم في نهاية المطاف. تحالف القوميون السوريون مع زعيم قبيلة الشمال العربية المحلية والقبائل الكردية. وهاجموا معًا الحركة الانفصالية في العديد من المدن والقرى، وقد قامت القبائل الكردية المحلية (وهي أحد حلفاء قبيلة شمر) بالهجوم على مدينة عامودا الآشورية. في عام 1941 تعرضت الجالية الآشورية في المالكية لهجوم شرس. ورغم فشل الهجوم، إلا أن الآشوريين شعروا بالتهديد فغادروا بأعداد كبيرة، كما أدت هجرة الأكراد من تركيا إلى المنطقة إلى تحويل المالكية والدرباسية وعامودا إلى مدن ذات أغلبية كردية.
وبحسب التقرير الفرنسي المقدم إلى عصبة الأمم عام 1937، فإن عدد سكان الجزيرة كان يتكون من 82 ألف قروي كردي، و42 ألف راع عربي مسلم، و32 ألف مسيحي من سكان البلدة (آشوريين وأرمن).
بين عامي 1932 و1939، نشأت حركة الحكم الذاتي الكردية المسيحية في الجزيرة. كانت مطالب الحركة هي الحصول على وضع ذاتي مماثل لسنجق الإسكندرونة، وحماية القوات الفرنسية، وتعزيز اللغة الكردية في المدارس، وتعيين مسؤولين أكراد. قاد الحركة ميشيل دوم رئيس بلدية القامشلي، وحنا هيبة النائب العام لبطريرك السريان الكاثوليك في الجزيرة، والوجه الكردي حاجو آغا. بعض القبائل العربية دعمت الحكم الذاتي في حين انحازت قبائل أخرى إلى الحكومة المركزية. وفي الانتخابات التشريعية عام 1936، فاز المرشحون المستقلون بجميع المقاعد البرلمانية في الجزيرة وجرابلس، في حين فازت الحركة القومية العربية المعروفة باسم الكتلة الوطنية بالانتخابات في بقية أنحاء سوريا. بعد الانتصار اتبعت الكتلة الوطنية سياسة عدوانية تجاه المستقلين. وكان محافظ الجزيرة الذي عينته دمشق يهدف إلى نزع سلاح السكان وتشجيع توطين المزارعين العرب من حلب وحمص وحماة في الجزيرة، وذلك لإيقاف شعور العُزلة. في تموز 1937 اندلع صراع مسلح بين الشرطة السورية وأنصار الحركة. ونتيجة لذلك، فر المحافظ وجزء كبير من قوات الشرطة من المنطقة وأنشأ المتمردون إدارة ذاتية محلية في الجزيرة. في آب 1937، قُتل عدد من الآشوريين في عامودا على يد زعيم كردي موالٍ لدمشق. في أيلول 1938، ترأس حاجو آغا مؤتمرًا عامًا في الجزيرة وناشد فرنسا بالحكم الذاتي. قام المفوض السامي الفرنسي الجديد، غابرييل بو، بحل البرلمان وإنشاء إدارات مستقلة لجبل الدروز واللاذقية والجزيرة في عام 1939 والتي استمرت حتى عام 1943.

## السياسة والإدارة

### الجمعية التشريعية
تُمثّل جميع الطوائف العرقية الرئيسة الأربع (الأكراد والعرب والأرمن والآشوريين) في الجمعية التشريعية المكونة من 101 مقعدًا. إن رئيس الوزراء الحالي (ويشار إليه أحيانًا باسم الرئيس) لمقاطعة الجزيرة هو الكردي أكرم حسو، أما العربي حسين تازا الأعظم والآشورية إليزابيث جوري فهما نائبان لرئيس الوزراء (ويشار إليهم أحيانًا باسم نواب الرئيس).
هناك مجالس شعبية ولكن ليس من الواضح ما هي علاقتها بالحكومة الانتقالية.
ويبدو أيضًا أن هناك مناصب حاكم مشارك/رئيس مشارك، حيث يشغل الزعيم القبلي وزعيم قوات الصناديد حميدي دهام الهادي وهدية يوسف منصب الحاكم المشارك للمنطقة.

### التشريعات البارزة
في كانون الثاني 2016، قدمت مقاطعة الجزيرة قانونًا للتجنيد "لواجب الدفاع عن النفس" لقوات الدفاع عن النفس، بما في ذلك رسوم تجنب للمقيمين في السن القانونية للخدمة العسكرية الإلزامية الذين انتقلوا إلى أوروبا، لدفع 200 دولار أمريكي لكل عام غياب عند عودتهم.
في سبتمبر/أيلول 2015، أقر المجلس التشريعي قانون إدارة وحماية أموال اللاجئين والغائبين، والذي بموجبه يفقد مالك العقار ملكيته عندما لا يستخدمه شخصيًّا. وقد عارض البعض هذا القرار، وعلى وجه الخصوص المجتمع الآشوري في منطقة الجزيرة، حيث يتأثر مجتمعهم بشكل غير متناسب بهذا الإجراء، سواء بسبب درجة عالية من ملكية الأراضي أو بسبب حصة عالية بشكل خاص من لاجئي الحرب الأهلية المتجهين إلى الخارج. ونشرت المنظمات الآشورية في المنطقة عدة بيانات تتضمن اتهامات بـ "الاستيلاء على الممتلكات الخاصة" و"التغيير الديموغرافي" وحتى "التطهير العرقي". وبحسب ما ورد تم تسليم الأصول التي تمت مصادرتها من الآشوريين بموجب القانون إلى الكنائس السريانية منذ ذلك الحين.

### الشرطة
يُحافظ على الأمن من قوات الشرطة الآسايش ونظيرتها الآشورية، السوتورو. خلال الحرب الأهلية، لم يسيطر الموالون للحكومة السورية إلا على عدد من الأحياء المحددة في القامشلي. وتشمل المناطق التي تسيطر عليها الحكومة في القامشلي مطار المدينة، ومحطة القطار في المدينة، والمعبر الحدودي، وقصر المحافظ، والعديد من الأحياء السكنية الأخرى التي تضم مباني حكومية مختلفة مثل المستشفيات وفرق الإطفاء. تمت السيطرة على هذه المناطق من حكومة الإدارة الذاتية لشمال وشرق سوريا في كانون الأول 2024.

### قائمة المسؤولين التنفيذيين
| الاسم            | الحزب | الحزب                                 | المنصب                                   | الانتخاب | ملاحظات           |
| ---------------- | ----- | ------------------------------------- | ---------------------------------------- | -------- | ----------------- |
| أكرم حسو         |       | حزب الاتحاد الديمقراطي                | رئيس الوزراء                             | 2014     |                   |
| إليزابيث جوري    |       | حزب الاتحاد السرياني                  | نائب رئيس الوزراء                        | 2014     |                   |
| حسين طازا الأعظم |       | حزب البعث الديمقراطي العربي الاشتراكي | نائب رئيس الوزراء                        | 2014     |                   |
| أبو الكريم عمر   |       | غير معروف                             | وزير الخارجية                            | 2015     | اُستبدل بصالح غيدو |
| عبد الكريم سرخون |       | غير معروف                             | وزير الدفاع                              | 2014     |                   |
| كنعان بركات      |       | غير معروف                             | وزير الداخلية                            | 2014     |                   |
| عبد المنار يوكسو |       | حزب الاتحاد السرياني                  | وزير اللجان الإقليمية والمجالس والتخطيط  | 2014     |                   |
| إمزية محمد       |       | حزب البعث الديمقراطي العربي الاشتراكي | وزير المالية                             | 2014     |                   |
| دجوار أحمد أكسي  |       | غير معروف                             | وزير العمل والضمان الاجتماعي             | 2014     |                   |
| محمد صالح أبو    |       | غير معروف                             | وزير التعليم                             | 2014     |                   |
| عبد المجيد صبري  |       | غير معروف                             | وزير الزراعة وزير الصحة                  | 2014     |                   |
| سهام كيريو       |       | حزب الاتحاد السرياني                  | وزير التجارة والاقتصاد                   | 2014     |                   |
| رزان غولو        |       | غير معروف                             | وزير شؤون أسر الشهداء                    | 2014     |                   |
| مهوان محمد حسن   |       | غير معروف                             | وزير الثقافة                             | 2014     |                   |
| محمد حسن عبيد    |       | غير معروف                             | وزير المواصلات                           | 2014     |                   |
| محمد عيسى فاطمي  |       | غير معروف                             | وزير الشباب والرياضة                     | 2014     |                   |
| لقمان إهمة       |       | غير معروف                             | وزير البيئة والسياحة                     | 2014     |                   |
| الشيخ محمد قادري |       | غير معروف                             | وزير الشؤون الدينية                      | 2014     |                   |
| أمينة عمر        |       | غير معروف                             | وزيرة شؤون المرأة والأسرة                | 2014     |                   |
| سنهريد باسوم     |       | حزب الاتحاد السرياني                  | وزير حقوق الإنسان                        | 2014     |                   |
| تامر حسن كاهيد   |       | غير معروف                             | وزير الصناعة والتجارة                    | 2014     |                   |
| صلال محمد        |       | غير معروف                             | وزير الإعلام والاتصالات                  | 2014     |                   |
| عبد الحميد بكير  |       | غير معروف                             | وزير العدل                               | 2014     |                   |
| سليمان خليك      |       | غير معروف                             | وزير الكهرباء والصناعة والموارد الطبيعية | 2014     |                   |

## الاقتصاد
يعتمد اقتصاد مقاطعة الجزيرة بشكل أساسي على الزراعة، حيث تمثل 17% من الإنتاج الزراعي في سوريا، وخاصة القمح والقطن المزروع هناك بكثرة. باعتبارها "سلة خبز" سوريا، كان إنتاج القمح قبل الحرب الأهلية السورية حوالي 1.8 مليون طن سنويًا، ومع ذلك انخفض في ذروة الحرب إلى 0.5 مليون طن، وقد حاولَت الحكومة الإيرانية المفاوضة أثناء الحرب الأهلية السورية لإعادة ضخ الزراعة السورية لتحسين الاقتصاد السوري لكن العقوبات وعدم توافق الحكومة السورية والمعارضة السورية منع ذلك. تعمل لجنة الاقتصاد على تشجيع زراعة الخضروات والفواكه المتنوعة بدلًا من زراعة القمح بشكل أحادي؛ وفي عامودا أُنشئ مركز لتنمية الشتلات. يُشجع تطوير اقتصاد الدفيئة. وفي القحطانية، أُسسَت قرية بيئية ليتمكن سكان الإدارة الذاتية لشمال وشرق سوريا المحليين من اكتساب الخبرة في مجال البيئة من المتطوعين الدوليين. بحلول عام 2020، أُنشئَت 40 تعاونية عمالية تضم كل منها ما بين خمس إلى عشر عائلات. نُظمَت ثمانية عشر منها من منظمة أبورجاجن (Aborija Jin) التابعة لنجم الكونغرا (Kongra Star)، وهي منظمة تركز على الأنشطة النسائية في الإدارة الذاتية لشمال وشرق سوريا.
المنطقة الصناعية المهمة الوحيدة موجودة في الحسكة.
تُوفر الكهرباء من خلال سد تشرين على نهر الفرات، ضمن منطقة الفرات؛ وبصرف النظر عن ذلك، تُنتج الكهرباء بمولدات الديزل.

### الضرائب
في تموز 2017، أصبحت منطقة الجزيرة أول منطقة في الإدارة الذاتية لشمال وشرق سوريا تفرض ضريبة دخل، حيث فُرضَت ضريبة على دخل المواطنين الذي يزيد عن 100 ألف ليرة سورية (ما يعادل في ذلك الوقت حوالي 200 دولار أمريكي) شهريًا.

## التعليم
كما هو الحال في مناطق الإدارة الذاتية لشمال وشرق سوريا الأخرى، فإن التعليم الابتدائي في المدارس العامة يتم في البداية من خلال التدريس باللغة الأم إما الكردية أو العربية، بهدف تحقيق ثنائية اللغة بالكردية والعربية في المدارس الثانوية. تشكل المناهج الدراسية موضوع نقاش مستمر بين مجالس التعليم في المناطق والحكومة المركزية السورية في دمشق، والتي تدفع جزئيًا للمعلمين. في شهر آب من عام 2016، تأسس مركز أورهي في مدينة القامشلي من أبناء الجالية الآشورية، بهدف تأهيل المعلمين بهدف جعل اللغة السريانية لغة إضافية يتم تدريسها في المدارس الحكومية في منطقة الجزيرة، والذي بدأ حينها مع العام الدراسي 2016/2017. مع حلول ذلك العام الدراسي، كما ذكرت لجنة التعليم في الإدارة الذاتية لشمال وشرق سوريا، "اُستبدلَت المناهج القديمة بثلاثة مناهج، لتشمل التدريس بثلاث لغات: الكردية والعربية والسريانية".
تولي الإدارات الفيدرالية والإقليمية والمحلية في الإدارة الذاتية لشمال وشرق سوريا أهمية كبيرة لتعزيز المكتبات والمراكز التعليمية، لتسهيل التعلم والأنشطة الاجتماعية والفنية. ومن الأمثلة المذكورة مركز نهاوند لتنمية مواهب الأطفال الذي تأسس عام 2015 في عامودا.
تدير هيئة التعليم في منطقة الجزيرة مؤسستين حكوميتين للتعليم العالي، هما جامعة روجافا (جامعة الإدارة الذاتية لشمال وشرق سوريا) وأكاديمية العلوم الاجتماعية في بلاد الرافدين، وكلاهما في مدينة القامشلي. وتضم منطقة الجزيرة جامعة ثالثة وهي فرع جامعة الفرات في الحسكة والتي تديرها وزارة التعليم العالي في حكومة دمشق.

## طالع أيضًا
- فدرالية سوريا
- صراع الإدارة الذاتية لشمال وشرق سوريا
- الإدارة الذاتية لشمال وشرق سوريا
- منطقة عفرين
- منطقة الفرات[الإنجليزية]
- الآشوريون في سوريا
- الأرمن في سوريا
- الأكراد في سوريا

### الأعمال المذكورة
- Abboud، Samer N. (2018). Syria: Hot Spots in Global Politics. Cambridge: Polity. ISBN:978-1-509-52241-5. مؤرشف من الأصل في 2024-12-25.

## روابط خارجية
- خريطة للأغلبية العرقية في سوريا حسب مشروع الخليج 2000 التابع لجامعة كولومبيا